# Tchaïlané
Tchaïlané ou Čajlane (en macédonien Чајлане, en albanais Çajle) est un village situé à Saraï, une des dix municipalités spéciales qui constituent la ville de Skopje, capitale de la Macédoine du Nord. Le village comptait 580 habitants en 2002. Il se trouve au sud de l'autoroute qui relie Skopje à Tetovo et il est construit sur le flanc nord du mont Vodno. Il est majoritairement albanais.

## Démographie
Lors du recensement de 2002, le village comptait :
- Albanais : 577
- Bosniaques : 2
- Autres : 1